# Weltbericht Gewalt und Gesundheit
Die Weltgesundheitsorganisation (WHO) hat im Jahr 2002 erstmals einen Weltbericht „Gewalt und Gesundheit“ vorgelegt. 160 Experten aus allen Regionen der Welt haben über drei Jahre gemeinsam an dieser Studie mitgewirkt. Der Bericht geht von der Annahme aus, dass die Erfahrung von Gewalt alle Lebensbereiche durchdringt. „Gewalt ist eine Weltgeißel, die das Gefüge von Gemeinschaften zerreißt und Leben, Gesundheit und Glück bedroht“. Dabei handele es sich um ein komplexes Phänomen. Gewalt müsse umfassend und ganzheitlich mit einem besonderen Augenmerk auf Public Health angegangen werden. Mit diesem Bezug auf Public Health begreift der Bericht Gewalt als ein Sozialphänomen, das durch Gewaltprävention verhindert werden sollte.
Im Vorwort zu dem Weltbericht Gewalt und Gesundheit schreibt Nelson Mandela: „This report makes a major contribution to our understanding of violence and its impact on societies. It illuminates the different faces of violence, from the „invisible“ suffering of society’s most vulnerable individuals to the all-too-visible tragedy of societies in conflict. It advances our analysis of the factors that lead to violence, and the possible responses of different sectors of society. And in doing so, it reminds us that safety and security don’t just happen: they are the result of collective consensus and public investment“.
Empfehlungen der WHO gründen in einem multisektoralen und kooperativen Handeln: 
1. Appell für einen nationalen Aktionsplan
2. Ausbau der Kapazitäten zur Erhebung wissenschaftlicher Daten und Förderung von Forschungsarbeiten
3. Förderung von Maßnahmen zur Primärprävention und Ausbau des Opferschutzes
4. Unterstützung von Maßnahmen im Kontext der Sozial- und Bildungspolitik
5. Förderung der Gleichberechtigung der Geschlechter und der sozialen Gerechtigkeit
6. Verbesserung der Informationspolitik über die Chancen der Gewaltprävention
7. Verabschiedung internationaler Verträge
8. Unterstützung der Gesetze zum Schutz der Menschenrechte
9. Bekämpfung des weltweiten Drogen- und Waffenhandels